# 燒酒雞
燒酒雞是台灣常見的冬令進補食品。

## 材料
當歸、枸杞、川芎、黨蔘、甘草、雞、高麗菜、米酒和砂糖。

## 作法
將藥膳料放入鍋內，用米酒浸泡分鐘，雞切成小塊狀放入鍋內，用武火將雞煮沸之後，加入調味料，再用文火慢煮即可。燒酒雞配上一碗蒜拌麵線，對手腳冰冷或血虛的人很有幫助。

## 交通問題
台灣曾發生過有人吃完燒酒雞，不勝酒力，駕駛時遇到交通意外或遭警察攔查酒駕的情況。